# Niżnieje Siergiejewo
Niżnieje Siergiejewo (ros. Нижнее Сергеево) – wieś w Rosji, w rejonie kiczmiengsko-gorodieckim obwodu wołogodzkiego. W 2002 r. liczyła 2 mieszkańców, a w 2010 r. zamieszkiwała ją 1 osoba.